# Tennis Masters Cup 2004
La edición 35 de la Tennis Masters Cup se realizó del 13 al 21 de noviembre del 2004 en Houston, en los Estados Unidos.

## Individuales

### Clasificados
- Roger Federer
- Andy Roddick
- Lleyton Hewitt
- Marat Safin
- Carlos Moyá
- Guillermo Coria
- Tim Henman
- Gastón Gaudio
- Suplente: Guillermo Cañas

### Grupo rojo
| Resultados Round Robin-Win | Result-Res | -Winner-Winner-Winner-Win | -Score-Score-Score-Score |
| -------------------------- | ---------- | ------------------------- | ------------------------ |
| Roger Federer (SUI)        | derrota a  | Gastón Gaudio (ARG)       | 6-1 7-6(4)               |
| Lleyton Hewitt (AUS)       | derrota a  | Carlos Moyá (ESP)         | 6-7(5) 6-2 6-4           |
| Carlos Moyá (ESP)          | derrota a  | Gastón Gaudio (ARG)       | 6-3 6-4                  |
| Roger Federer (SUI)        | derrota a  | Lleyton Hewitt (AUS)      | 6-3 6-4                  |
| Roger Federer (SUI)        | derrota a  | Carlos Moyá (ESP)         | 6-3 3-6 6-3              |
| Lleyton Hewitt (AUS)       | derrota a  | Gastón Gaudio (ARG)       | 6-2 6-1                  |

### Grupo azul
| Resultados Round Robin-Win | Result-Res | -Winner-Winner-Winner-Win | -Score-Score-Score-Score |
| -------------------------- | ---------- | ------------------------- | ------------------------ |
| Marat Safin (RUS)          | derrota a  | Guillermo Coria (ARG)     | 6-1 6-4                  |
| Andy Roddick (USA)         | derrota a  | Tim Henman (GBR)          | 7-5 7-6(6)               |
| Tim Henman (GBR)           | derrota a  | Guillermo Coria (ARG)     | 6-2 6-2                  |
| Andy Roddick (USA)         | derrota a  | Marat Safin (RUS)         | 7-6(7) 7-6(4)            |
| Andy Roddick (USA)         | derrota a  | Guillermo Coria (ARG)     | 7-6(4) 6-3               |
| Marat Safin (RUS)          | derrota a  | Tim Henman (GBR)          | 6-2 7-6(2)               |

| Resultados Etapa Final-Win | -Winner-Winner-Winner-Win | Result-Res | -Winner-Winner-Winner-Win | -Score-Score-Score-Score |
| -------------------------- | ------------------------- | ---------- | ------------------------- | ------------------------ |
| Semifinal                  | Lleyton Hewitt (AUS)      | derrota a  | Andy Roddick (USA)        | 6-3 6-2                  |
| Semifinal                  | Roger Federer (SUI)       | derrota a  | Marat Safin (RUS)         | 6-3 7-6(18)              |
| Final                      | Roger Federer (SUI)       | derrota a  | Lleyton Hewitt (AUS)      | 6-3 6-2                  |

## Dobles

### Clasificados
- Mark Knowles / Daniel Nestor
- Bob Bryan / Mike Bryan
- Jonas Björkman / Todd Woodbridge
- Wayne Black / Kevin Ullyett
- Mahesh Bhupathi / Max Mirnyi
- Martin Damm / Cyril Suk
- Gastón Etlis / Martín Rodríguez
- Xavier Malisse / Olivier Rochus

### Grupo rojo
| Resultados Round Robin-Win                  | Result-Res | -Winner-Winner-Winner-Win                   | -Score-Score-Score-Score |
| ------------------------------------------- | ---------- | ------------------------------------------- | ------------------------ |
| Martin Damm (CZE) / Cyril Suk (CZE)         | derrotan a | Wayne Black (ZIM) / Kevin Ullyett (ZIM)     | 6-2 6-2                  |
| Mark Knowles (BAH) / Daniel Nestor (CAN)    | derrotan a | Xavier Malisse (BEL) / Olivier Rochus (BEL) | 5-7 7-6(2) 6-4           |
| Mark Knowles (BAH) / Daniel Nestor (CAN)    | derrotan a | Wayne Black (ZIM) / Kevin Ullyett (ZIM)     | 4-6 6-3 7-6(7)           |
| Xavier Malisse (BEL) / Olivier Rochus (BEL) | derrotan a | Martin Damm (CZE) / Cyril Suk (CZE)         | 2-6 6-1 6-4              |
| Mark Knowles (BAH) / Daniel Nestor (CAN)    | derrotan a | Martin Damm (CZE) / Cyril Suk (CZE)         | 6-2 6-3                  |
| Wayne Black (ZIM) / Kevin Ullyett (ZIM)     | derrotan a | Xavier Malisse (BEL) / Olivier Rochus (BEL) | 6-4 6-2                  |

| # | Ranking de acceso | Jugador                         | Partidos G - P | Sets G - P | Juegos G - P |
| - | ----------------- | ------------------------------- | -------------- | ---------- | ------------ |
| 1 | (1)               | Mark Knowles / Daniel Nestor    | 3-0            | 6-2        | 47-37        |
| 2 | (4)               | Wayne Black / Kevin Ullyett     | 2-1            | 5-2        | 39-27        |
| 3 | (8)               | Xavier Malisse / Olivier Rochus | 1-2            | 3-5        | 37-44        |
| 4 | (6)               | Martin Damm / Cyril Suk         | 0-3            | 1-6        | 20-38        |

### Grupo azul
| Resultados Round Robin-Win                   | Result-Res | -Winner-Winner-Winner-Win                   | -Score-Score-Score-Score |
| -------------------------------------------- | ---------- | ------------------------------------------- | ------------------------ |
| Jonas Björkman (SWE) / Todd Woodbridge (AUS) | derrotan a | Mahesh Bhupathi(IND) / Max Mirnyi (BLR)     | 6-3 6-2                  |
| Bob Bryan (USA) / Mike Bryan (USA)           | derrotan a | Gastón Etlis(ARG) / Martín Rodríguez (ARG)  | 6-3 7-6(4)               |
| Mahesh Bhupathi (IND) / Max Mirnyi (BLR)     | derrotan a | Gastón Etlis(ARG) / Martín Rodríguez (ARG)  | 6-3 7-6(5)               |
| Jonas Björkman (SWE) / Todd Woodbridge (AUS) | derrotan a | Bob Bryan / Mike Bryan (USA)                | 6-3 6-4                  |
| Jonas Björkman (SWE) / Todd Woodbridge (AUS) | derrotan a | Gastón Etlis (USA) / Martín Rodríguez (ARG) | 2-6 7-6(4) 7-6(3)        |
| Bob Bryan (USA) / Mike Bryan (USA)           | derrotan a | Mahesh Bhupathi (IND) / Max Mirnyi (BLR)    | 7-6(7) 5-7 6-4           |

| # | Ranking de acceso | Jugador                          | Partidos G - P | Sets G - P | Juegos G - P |
| - | ----------------- | -------------------------------- | -------------- | ---------- | ------------ |
| 1 | (3)               | Jonas Björkman / Todd Woodbridge | 3-0            | 6-1        | 40-30        |
| 2 | (2)               | Bob Bryan / Mike Bryan           | 2-1            | 4-3        | 38-38        |
| 3 | (5)               | Mahesh Bhupathi / Max Mirnyi     | 1-2            | 3-4        | 36-38        |
| 4 | (7)               | Gastón Etlis / Martín Rodríguez  | 0-3            | 1-6        | 36-42        |

### Etapa final
| Resultados-Win | -Winner-Winner-Winner-Win               | Result-Res | -Winner-Winner-Winner-Win                    | -Score-Score-Score-Score |
| -------------- | --------------------------------------- | ---------- | -------------------------------------------- | ------------------------ |
| Semifinal      | Wayne Black (ZIM) / Kevin Ullyett (ZIM) | derrotan a | Jonas Björkman (SWE) / Todd Woodbridge (AUS) | 6-4 6-2                  |
| Semifinal      | Bob Bryan (USA) / Mike Bryan (USA)      | derrotan a | Mark Knowles (BAH) / Daniel Nestor (CAN)     | 6-2 6-4                  |
| Final          | Bob Bryan (USA) / Mike Bryan (USA)      | derrotan a | Wayne Black (ZIM) / Kevin Ullyett (ZIM)      | 4-6 7-5 6-4 6-2          |

| Predecesor: 2003 | ATP World Tour Finals 2004 | Sucesor: 2005 |

- Datos: Q2094307